# 1648
Cette page concerne l'année 1648  du calendrier grégorien.
L'année 1648 est une année bissextile qui commence un mercredi.

## Événements

### Afrique
- 24 juillet : Jean Le Vacher devient consul de France à Tunis[2] (1648-1653 ; 1657-1666). Il obtiendra la fondation de la première chapelle destinée au culte public, dédiée à Saint Louis.
- 4 décembre : Étienne de Flacourt, nommé « commandant général de l'île de Madagascar » débarque à Fort-Dauphin[3].

### Amérique
- 23 mars : traité de Concordia entre les Français et les Néerlandais sur le partage de Saint-Martin aux Antilles[4]. Poincy envoie 58 colons français dirigés par le sieur Gentes à Saint-Barthélemy[5].
- 19 avril : première bataille de Guararapes. Les Portugais reprennent victorieusement l'offensive au Brésil contre les Pays-Bas[6].
- 12 mai : départ de Rio de Janeiro d'une expédition portugaise pour la reconquête de l'Angola conduite par Salvador de Sá[7].
- Mai[8], Brésil : départ de São Paulo de l'expédition (bandeiras, razzia d'indiens) de Antônio Raposo Tavares au sud de São Paulo et dans l'actuel Rio Grande do Sul jusqu'à Belém (1648-1651)[9].

- 15 juin, Boston : Margaret Jones est la première personne exécutée pour sorcellerie en Amérique du Nord[10].
- 15 août : Salvador Correia de Sá e Benevides, membre du Conseil d'Outre-Mer de Lisbonne, prend la forteresse de São Miguel dans la baie de Saint-Paul de Loanda[11]. Les Hollandais sont chassés de São Tomé et de l'Angola par les Portugais. Le Portugal réoccupe le pays jusqu'en 1975. L'Angola devient le principal réservoir d'esclaves à destination du Brésil. Les missionnaires jésuites prennent une part active à ce trafic jusqu'au milieu du XVIIIe siècle.

- 6 septembre, Brésil : interdiction de la navigation des sucres tant que les Hollandais resteront les maîtres de l'Atlantique[12].
- 8 novembre : Poincy envoie 50 colons français dirigés par Lefort à Marie-Galante[13].

### Asie
- 15 janvier, Fujian (Chine) : le prêtre Capillar, accusé par les autorités de susciter l'agitation et de détourner les jeunes filles du mariage en voulant constituer des communautés de religieuses, est décapité[14].
- 30 janvier : l'Espagne renonce à toute expansion en Insulinde à la paix de Münster[15].
- 19 avril, Inde : Shâh Jahân transfère la capitale de l'Empire moghol à Shahjahânabâd (Delhi) où il fait construire le Fort rouge et la Grande Mosquée Jâmi-masjid[16].

- 8 août, Empire ottoman : le sultan Ibrahim Ier est déposé et remplacé par son fils Mehmed IV, âgé de sept ans (fin de règne en 1687). Ibrahim est  assassiné le 18 août[17]. Intrigues de palais de la mère et de la grand-mère du sultan. Rébellions de l'armée à Istanbul. Révoltes dans les provinces.

- 20 septembre : l'explorateur russe Simon Dejnev découvre le détroit de Béring[18].

- 18 octobre : la France prend possession des îles des Saintes[19].

- Aux Moluques, la Compagnie néerlandaise des Indes orientales fait arracher tous les girofliers qui ne lui sont pas nécessaires. Des révoltes éclatent à Amboine (1648) et Ternate (1650). Des garnisons hollandaises sont massacrées. La répression est atroce. Les plantations sont détruites, les habitants déportés d'une île à l'autre, un grand nombre est emprisonné et on tente d'imposer le christianisme par la force[15].
- Famine à Madras, en Inde[20].
- À Izmir, dans l'Empire ottoman, Sabbataï Tsevi se proclame messie attendu par les Juifs[21].

### Europe
- 21 janvier : en Ukraine, les Cosaques zaporogues s’allient aux Tatars de Crimée contre la Pologne[22]. Début de l'insurrection des Zaporogues contre la noblesse polonaise (fin en 1651) conduits par le gentilhomme polonais Bohdan Khmelnytsky (1595-1657), victime d'un déni de justice. Ils marchent vers l'ouest.
- 30 janvier : paix séparée hispano-hollandaise signée à Münster[1]. Le roi d'Espagne reconnaît l'indépendance des Provinces-Unies (achèvement de la guerre de Quatre-Vingts Ans), accepte la fermeture de l'Escaut au trafic (asphyxie d'Anvers) et cède aux états généraux les territoires conquis par Frédéric-Henri de Nassau.

- 11 février : Turenne dénonce l'armistice et passe le Rhin à Oppenheim ; il rejoint Wrangel à Gelnhausen le 23 mars et marche vers le Danube[23].

- 9-18 mars : la flotte vénitienne de Grimani est anéantie à Ipsara par une violente tempête[24].

- 5 avril : fin de la République napolitaine. Henri II de Guise est fait prisonnier[25].
- 12 avril : fondation de l'université de Harderwijk (Provinces-Unies)[26].

- 5-20 mai : début du siège de Candie tenue par les Vénitiens (fin en 1669)[27].
- 16 mai : Les insurgés zaporogues battent l'armée polonaise sur le Dniepr à la bataille de Zhovti Vody[28]. Ils pénètrent en Podolie et en Ruthénie soulevant les paysans récemment réduits au servage contre leurs seigneurs, les orthodoxes contre les catholiques. Les Juifs, souvent collecteurs d'impôts pour les seigneurs polonais, sont massacrés par milliers.
- 17 mai : victoire de Turenne et du Suédois Wrangel à la bataille de Zusmarshausen en Bavière sur les impériaux. Les Français pillent la Bavière[23].
- 19 mai : l'archiduc Léopold reprend Courtrai[29].

- 20 mai : au milieu de la crise, le roi Ladislas Vasa meurt[23]. Début de l'Âge de Fer en Pologne-Lituanie (fin en 1697).

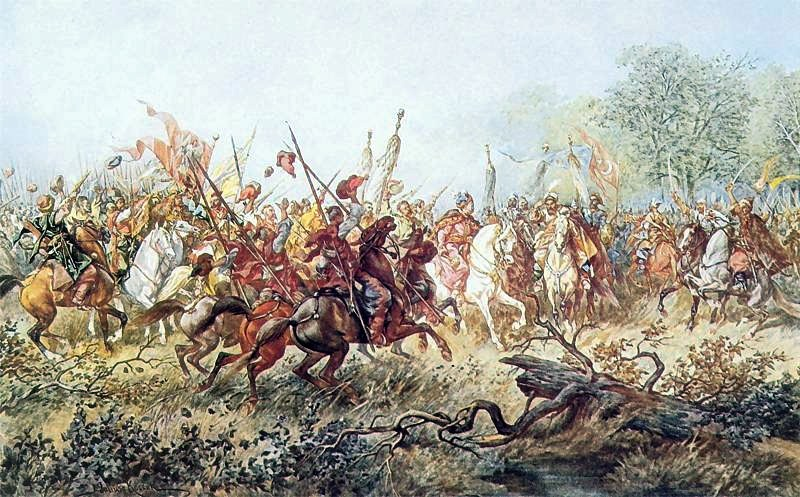
26 mai : bataille de Korsuń

- 26 mai : Bohdan Khmelnytsky bat les Polonais à Korsuń[28].

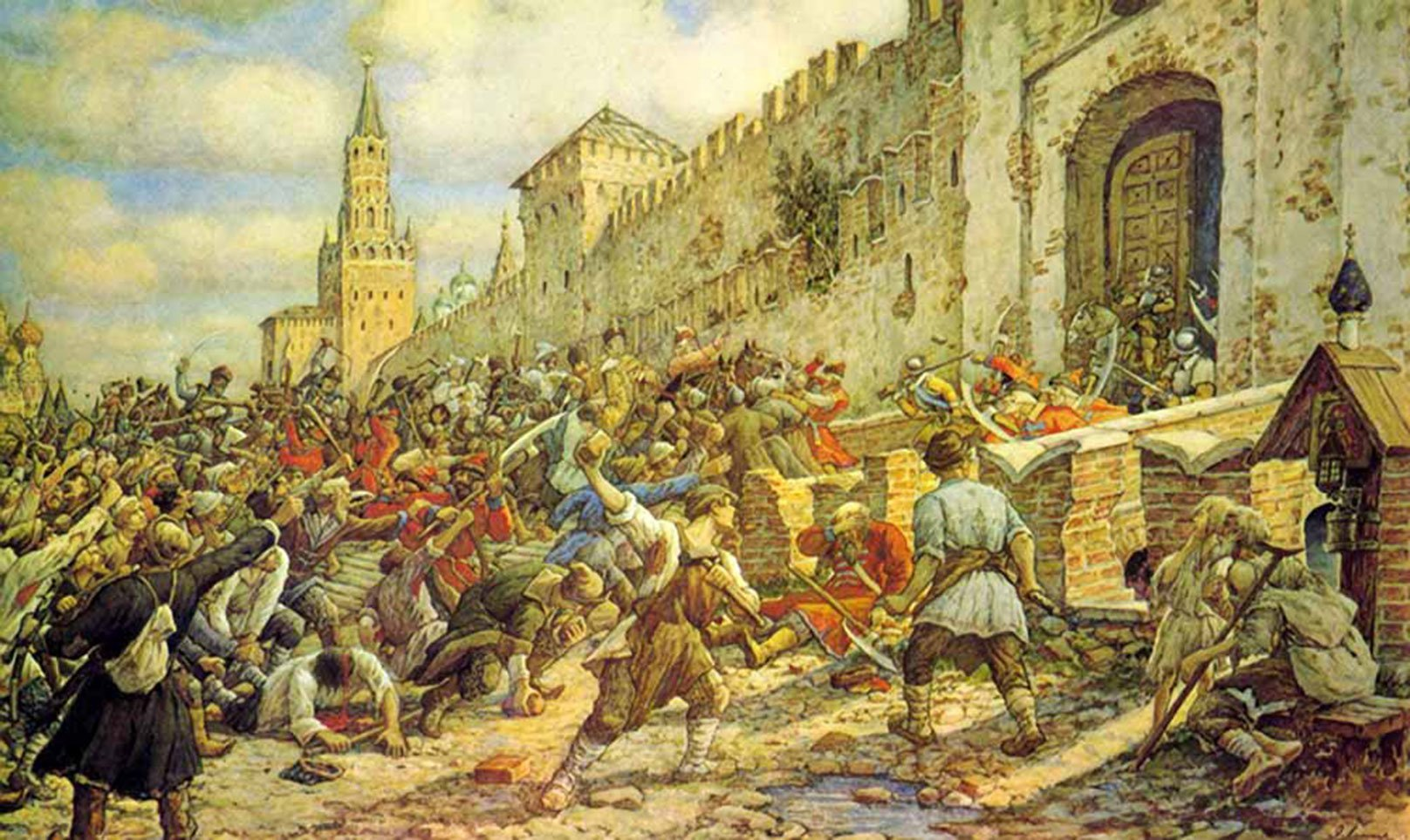
: Révolte du Sel, E. Lissner

- 1er juin : Révolte du Sel[30]. Émeute à Moscou causée par l'augmentation des impôts et l'impopularité de l'entourage du tsar. La foule pille le palais Morozov et incendie la ville.
- 9 juin : Piccolomini, venu au secours de la Bavière avec 12 000 Espagnols arrive à Schärding et menace les Franco-Suédois sur leur flanc gauche à Vilshofen[23].
- 10 juin : les Franco-Suédois occupent Landshut puis passent l'Isar le 12 juin[23].

- 13 juillet : Schomberg prend Tortosa[29].

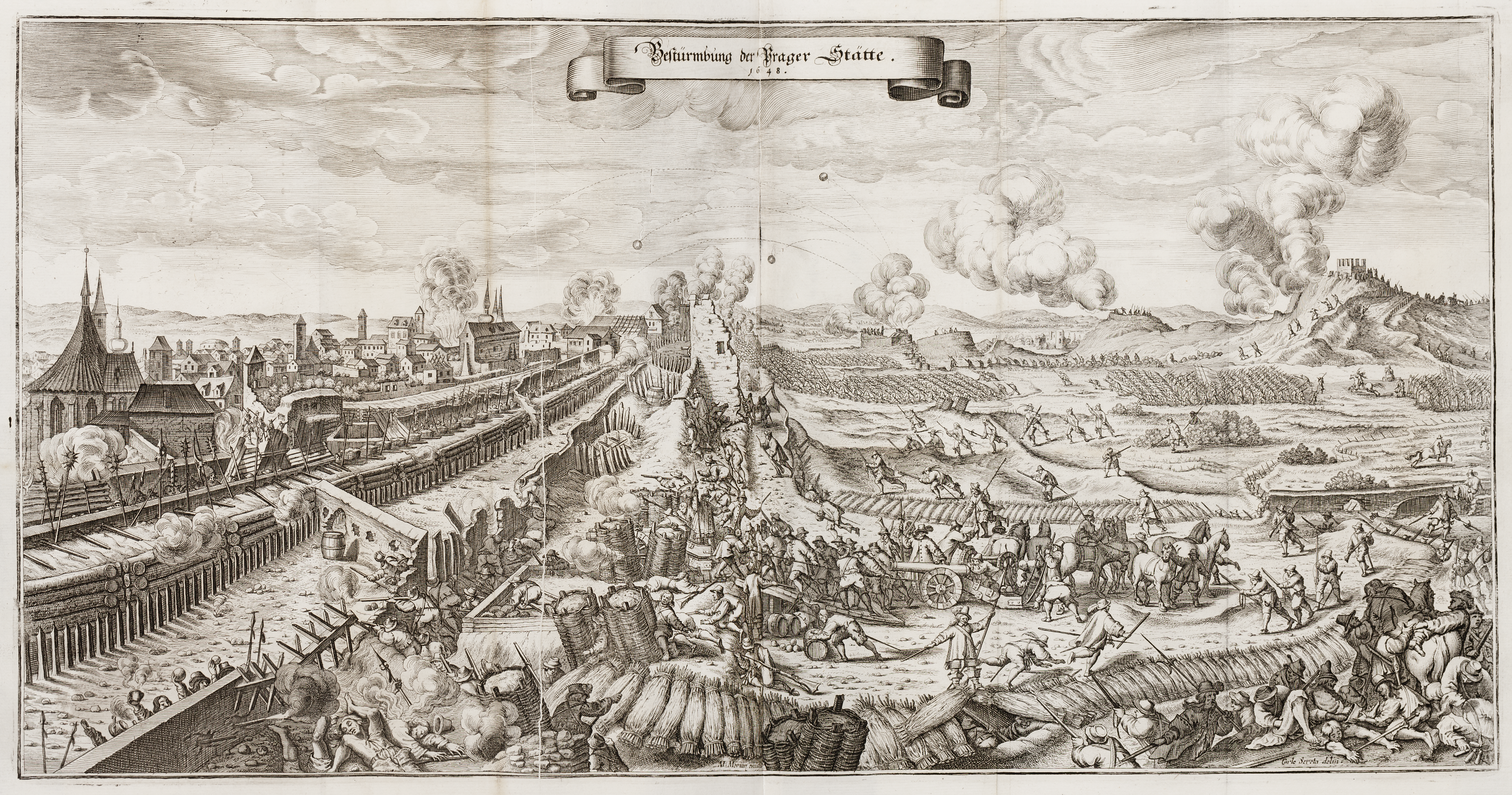
26 juillet : bataille de Prague

- 26 juillet : les Suédois de Königsmark s'emparent de la kleinseite de Prague[23].

- 20 août : victoire du Grand Condé sur les Espagnols à la bataille de Lens commandés par l'archiduc Léopold-Guillaume, gouverneur des Pays-Bas espagnols[31].
- Fin août : les Franco-Suédois et les Austro-Bavarois se retirent faute de vivres après avoir passé un mois face à face sur les rives de l'Isar[23].

- 1er septembre : ouverture d'un zemski sobor réunissant à Moscou les délégués de 130 villes, pour adopter un nouveau code de loi (Oulojénié)[32]. 47 % des députés sont illettrés.
- 23 septembre : Bohdan Khmelnytsky bat les Polonais à Pyliavtsi[28]. Il domine alors un tiers du territoire de la république et accueille favorablement l'élection du nouveau roi. Il veut créer un duché de Ruthénie, qui aurait été indépendant de l'Ukraine. Mais le khan de Crimée, hostile à ce plan, rompt son alliance.

- 5 octobre : Piccolomini, après avoir levé le siège de Munich, marche contre les Franco-Suédois, qui se retirent vers la Souabe[23].
- 10 octobre : les Franco-Suédois passent le Lech à Landsberg, puis le Danube à Donauworth (15 octobre) et envahissent le Haut-Palatinat pour marcher ensuite sur Vienne par la Bohême ; Piccolomini les poursuit, quand il apprend la signature de la paix[23].
- 11 octobre : mort de Georges Rákóczi. Son fils Georges II Rákóczy devient voïévode de Transylvanie (fin en 1660)[33].

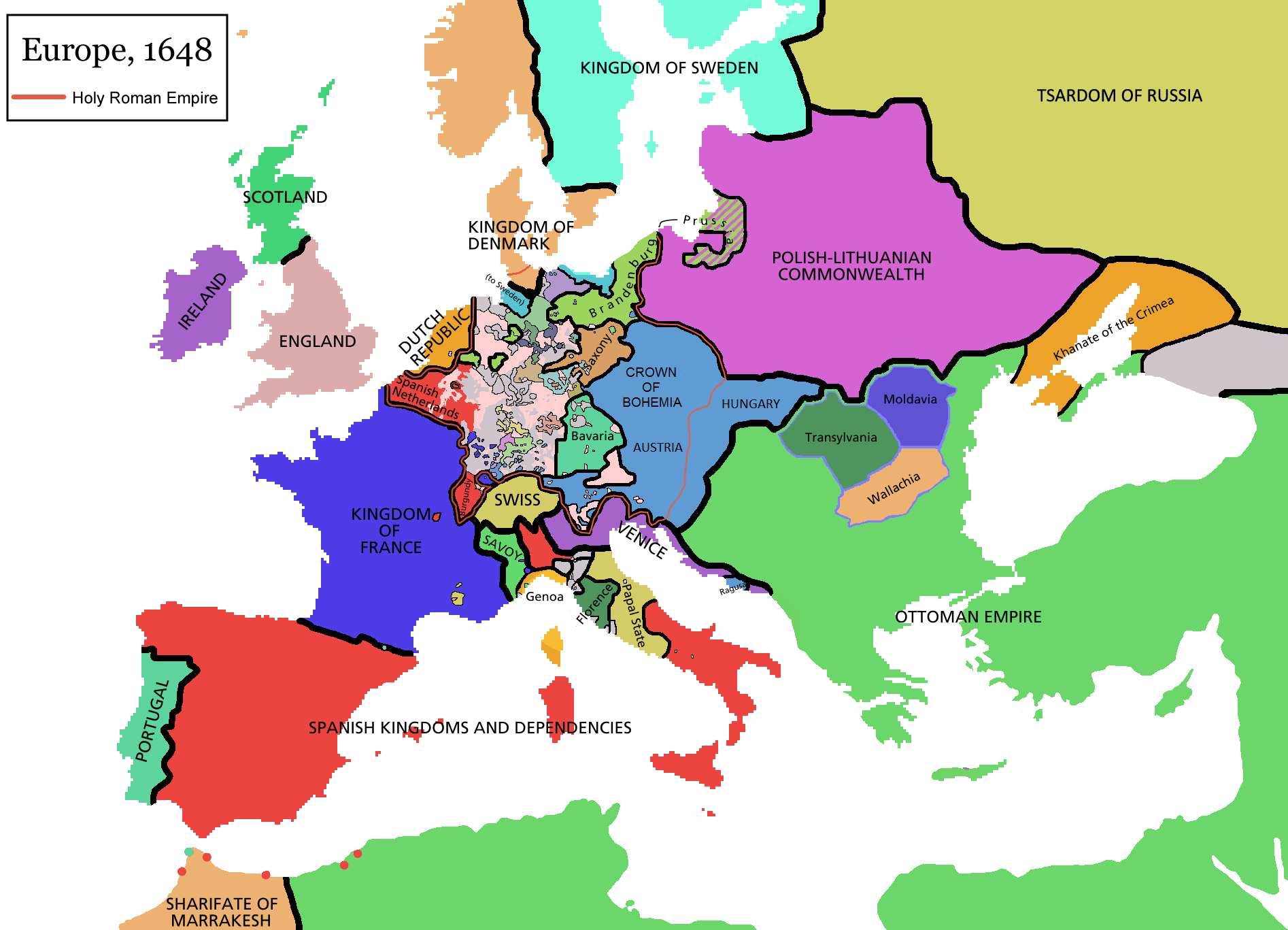
Découpage des États européens en 1648.

- 24 octobre : paix de Westphalie. Deux traités sont signés à Münster (catholiques) et à Osnabrück (protestants)[1]. La France gagne Pignerol. L'empereur lui abandonne les Trois-Évêchés (Metz, Toul, Verdun), occupés depuis 1552 et l'Alsace sauf Strasbourg et Mulhouse. Elle devient, principalement aux dépens des Habsbourg d'Autriche, la principale puissance en Europe. La Suède conserve les conquêtes de Gustave-Adolphe, la Livonie, l'Ingrie, la Carélie, la Poméranie occidentale, l'archevêché de Brême et l'évêché de Verden, les villes de Szczecin, Wismar et les îles de Rügen et Poel. Le Brandebourg s'agrandit (Magdebourg, Poméranie orientale, évêché de Minden). Les Provinces-Unies et la Suisse deviennent indépendantes. Le duc de Wurtemberg et l'électeur de Trèves retrouvent leurs terres. Le fils de Frédéric V, Charles-Louis, récupère le Bas-Palatinat et la dignité d'électeur. Sur le plan religieux, les diplomates reviennent aux principes de la paix d'Augsbourg de 1555 : évangéliques et catholiques doivent délibérer à part pour certaines questions. Une seule Église est maintenue dans chaque État. Le calvinisme est reconnu comme troisième confession et les sécularisations effectuées avant 1624 sont confirmées[23]. L'Allemagne, grande perdante, est épuisée par la guerre. Le pouvoir impérial est affaibli (la Diète devient perpétuelle, les princes et les États ont la possibilité de conclure des alliances entre eux et avec des souverains étrangers, mais jamais contre l'Empereur), et le pays est divisé en 350 États souverains, dont 8, puis 9 sont électeurs (le droit de vote à la Diète du Saint Empire est reconnu à la France et à la Suède). Il lui faudra plus d'un siècle pour se relever.

- 19 novembre : Frédéric III (1609-1670) est élu roi de Danemark et de Norvège[34].
  - Handfaestning, charte d'avènement imposée par le Rigsraad (conseil d'État) au roi Frédéric III de Danemark. Il reconnaît à la noblesse le droit d'insurrection dans le cas où il ne tiendrait pas ses engagements[35]. La monarchie est mise en tutelle par 250 familles qui possèdent plus de la moitié des terres.
- 20 novembre : Jean-Casimir, demi-frère du défunt Ladislas, cardinal sécularisé de la compagnie de Jésus, est élu roi de Pologne, appuyé par le chancelier Ossolinski[36]. Il résiste pendant vingt ans aux assauts des ennemis de la Pologne (temps du déluge).
- 26 novembre : le pape Innocent X condamne les traités de Westphalie (bulle Zelo Domus Die)[37].

- Mauvaises récoltes et disette en Europe, liées au climat (1648-1651)[38].

#### France
- 11 janvier : agitations antifiscales à Paris[39].
- 15 janvier : lit de justice du gouvernement instituant de nouvelles taxes et créant douze nouveaux offices de maîtres des requêtes. Le parlement de Paris riposte par des remontrances prudentes[40].
- 13 mars : Anne d'Autriche et Mazarin, irrités par les remontrances, mettent en vigueur des mesures vexatoires telles que la suppression des gages d'officiers ou celui de la Paulette[40]. Début de l'affaire de la Paulette.

- 28 avril : le Parlement de Paris s'oppose aux mesures financières du gouvernement (retenue sur les gages des conseillers des cours souveraines)[40].
- 13 mai : sous l'influence de Gondi et de Broussel, le Parlement, le Grand Conseil, la chambre des comptes et la cour des aides se réunissent (Arrêt d'Union) pour tenter de limiter le pouvoir royal, et adoptent une déclaration contre l'absolutisme[40].
- 15 juin : le Parlement confirme le précédent arrêt d'union[41].
- 8 juillet : le surintendant des finances Particelli d'Emery est limogé et remplacé par La Meillerais[42].
- 10 juillet : la Chambre Saint-Louis présente sa charte réformiste[43]. Mazarin et ses ministres, isolés (la force armée est aux frontières), se résignent à ratifier le renversement politique exigé, qui met fin au ministériat et à l'État absolutiste moderne, construit sur l'impôt. Par l'ordonnance royale du 18 juillet, les 17 intendants provinciaux sont rappelés, les innovations fiscales révoquées, les fermes d'impôts suspendues[44]. Les recouvrements s'interrompent et le pouvoir dans les provinces passe aux mains des gouverneurs et magistrats locaux.
- 27 août : journée des barricades à Paris. Début de la Fronde, soulèvement contre Anne d'Autriche et Mazarin. Le gouvernement, qui veut revenir sur les concessions octroyées jugées excessives, fait arrêter les conseillers Pierre Broussel, Louis Charton et Blancmesnil (26 août), ce qui provoque la journée des barricades (27 août) et ouvre la Fronde Parlementaire (Gondi, Beaufort, Châteauneuf, Charton, Broussel…). Anne d'Autriche doit consentir à libérer Broussel (28 août)[31].
- 13 septembre : la famille royale quitte Paris pour Rueil, puis pour Saint-Germain-en-Laye[31].
- 22 octobre : la reine signe une déclaration rejoignant de façon atténuée le texte des vingt-sept articles[45]. Elle rentre à Paris à la fin du mois.

#### Îles britanniques
- 17 janvier : Vote of No Addresses, du Long Parlement, qui rompt les négociations avec le roi[46].
- Mars : début de la Seconde guerre civile[47]. Charles Ier d'Angleterre se réconcilie avec les Écossais, qui envahissent l'Angleterre, pendant que des soulèvements royalistes éclatent dans le pays de Galles, l'Essex et le Kent.
- 17-19 août : les troupes écossaises sont écrasées à la bataille de Preston par Oliver Cromwell[47].
- 6-7 décembre : épuration du Long Parlement par les « soldats de Dieu » de Cromwell, dirigés par le colonel Thomas Pride : la moitié des députés sont arrêtés ou empêchés de siéger (Parlement croupion)[47].

## Naissances en 1648
- 12 mars : Charles de Sévigné, second enfant de Madame de Sévigné, baptisé le même jour à Etrelles. Il mourra sans postérité en 1713.
- 15 mai : Bartolomeo Bimbi, peintre de natures mortes italien († 1723).

- 5 avril : Marcantonio Franceschini, peintre baroque italien appartenant à l'école bolonaise († 24 décembre 1729).
- 23 avril : Philip Verheyen, chirurgien flamand († 28 janvier 1710).

- 22 août : Gerard Hoet, peintre néerlandais († 2 décembre 1733).

- 3 octobre : Élisabeth-Sophie Chéron, peintre sur émail et graveur française († 3 septembre 1711).
- 13 octobre : Françoise-Madeleine d'Orléans, 3e fille de Gaston et de Marguerite, Mlle de Valois, future duchesse de Savoie († 14 janvier 1664).

- 22 novembre : Pierre-Antoine Patel, peintre français († 15 mars 1707).

- Date précise inconnue :
  - Giovanni Raffaello Badaracco, peintre baroque italien († 1717).
  - Ambrogio Besozzi, peintre et graveur italien († 1706).
  - Margherita Caffi, peintre baroque italienne, spécialisée dans la peinture de natures mortes, de fleurs et de fruits († 20 septembre 1710).
  - James Drummond, homme politique écossais puis britannique († 11 mai 1716).
  - Francis Gwyn, homme politique anglais puis britannique († 14 juin 1734).
  - Dionýsios Mantoúkas, évêque de Kastoria († 1741).

## Décès en 1648
- 12 janvier : Tommaso Caccini, moine et prédicateur dominicain italien (° 26 avril 1574).
- 25 janvier : Marie Alvequin, religieuse française (° 1566).
- ? janvier : Giulio Genoino, juriste et homme politique italien (° 1567).
- 23 février : Guillaume Cureau, peintre et sculpteur français (° 23 février 1595).
- 28 février :
  - Christian IV, roi de Danemark et de Norvège (° 12 avril 1577).
  - Guillaume Lamormaini, prêtre jésuite luxembourgeois (° 29 décembre 1570).
- 7 mars : Mme de Vaudémont, abbesse de Remiremont, tante paternelle de Marguerite de Lorraine, au Luxembourg. Cette dernière fille de Charles III était âgée de soixante-quinze ans (° 3 novembre 1573).
- 12 mars : Tirso de Molina, dramaturge espagnol, auteur du Burlador de Sevilla, pièce où apparaît pour la première fois Don Juan (° 24 mars 1583).
- 21 mars : Léon de Modène, érudit juif vénitien (° 23 avril 1571).
- 12 avril : Catherine-Belgique d'Orange-Nassau, fille de Guillaume Ier d'Orange-Nassau et de Charlotte de Montpensier (° 31 juillet 1578).
- 13 avril : Martin Hermann Faber, peintre architecte et cartographe allemand (° 1587).
- 22 avril : Alonzo Rodriguez, peintre italien (° 1578).
- 26 avril : Christophe Thomas Walliser, musicien, chef d'orchestre, compositeur de chants religieux et scolaires, et professeur de musique strasbourgeois (° 17 avril 1568).
- 20 mai : Ladislas IV Vasa, roi de Pologne (° 9 juin 1595).
- 23 mai : Louis Le Nain, peintre français (° vers 1593).
- 26 mai : Vincent Voiture, écrivain précieux français (° 23 février 1597).
- 2 juin : Charles Goyon de Matignon, militaire et homme politique français (° 1564).
- 27 juin : Arngrímur le Savant, érudit islandais (° 1568).
- 4 juillet : Antoine Daniel, missionnaire français tué par les Iroquois.
- 8 juillet : Edward Chichester, 1er vicomte Chichester, gouverneur de Carrickfergus et Lord High Admiral de Lough Neagh, en Irlande (° 1568).
- 14 juillet : Antoine de Cous, ecclésiastique français (° 2 janvier 1573).
- 25 juillet : Jean Bedé de la Gourmandière, avocat et écrivain français (° 1563).
- 30 juillet : César Argelli, archevêque d'Avignon (° 1574).
- ? juillet : Jan Matham, peintre et graveur néerlandais (° janvier 1600).
- 22 août : Jean de Beck, homme d'armes français mort des suites de ses blessures lors de la bataille de Lens (° 1588).
- 24 août : Diego de Saavedra Fajardo, écrivain, homme d'État et diplomate espagnol du Siècle d'or (° 6 mai 1584).
- 25 août : Joseph Calasanz, religieux espagnol, créateur de l'ordre des Escuelas Pias (petites écoles populaires) (° 11 septembre 1557).
- 1er septembre : Marin Mersenne, philosophe et savant français (° 8 septembre 1588).
- 9 septembre : Friedrich Lindenbrog, juriste, philologue et érudit allemand d'expression latine (° 28 décembre 1573).
- 24 septembre : Grégoire Tarrisse, bénédictin français (° 1575).
- 15 octobre : Simone Cantarini, peintre et graveur baroque italien de l'école bolonaise (° 12 avril 1612).
- 3 novembre : Caspar Hofmann, médecin allemand (° 9 novembre 1572).
- 1er décembre : Flora Zuzzeri, poète ayant vécu à Ancône et à Raguse (° 1552).
- 10 décembre : Frédéric IV de Brunswick-Lunebourg, duc de Brunswick-Lunebourg et prince de Lunebourg (° 28 août 1574).
- Date précise inconnue :
  - Pietro Paolo Bombino, prêtre somasque, écrivain et humaniste italien (° vers 1575).
  - Giovanni Battista Casali, érudit et antiquaire italien (° 1578).
  - Michael East, organiste et compositeur anglais (° vers 1580).
  - Thomás Flangínis, avocat et commerçant grec (° 1578).
  - Johann Philipp Pareus, philologue allemand (° 24 mai 1576).
  - Gabriel Sionite, savant maronite, professeur d'arabe (° 1577).
  - Andries Stock, peintre, graveur et illustrateur néerlandais d'origine flamande (° vers 1580).